# Ходжапандж
Ходжапандж (тадж. Хӯҷапанҷ) — посёлок в Пенджикентском районе Согдийской области Таджикистана. Расположен на правом берегу реки Зеравшан.
Административно входит в состав джамоата Амондара.